# Майоров, Сергей Александрович
Сергей Александрович Майоров (1914—1986) — советский учёный в области вычислительной техники, доктор технических наук (1970), профессор (1965), лауреат Государственной премии СССР (1969).

## Биография
Родился в 1914 г. Член ВКП(б)/КПСС с 1939 г.
Окончил Ленинградский техникум точной механики и оптики (1935) и приборостроительный факультет Московского авиационного института (1944).
Мастер цеха, начальник цеха, заместитель главного технолога Московского завода № 213 МАП (1935—1949). С 1946 г. по совместительству преподавал в МАИ и Московском авиационно-технологическом институте. Главный инженер Московского ОКБ-12 МАП (1949—1950).
С 1950 г. в Ленинграде. В 1950—1954 годах главный инженер на нескольких заводах авиационной промышленности. С 1953 года заведующий кафедрой авиационных приборов и автоматов ЛИАП.
В 1956—1958 гг. советник директора Харбинского политехнического института (ХПИ) по подготовке для китайских вузов кадров по специальности «точное приборостроение».
С 1958 года заведующий кафедрой специального приборостроения Ленинградского военно-механического института (ЛВМИ), там организовал лабораторию по проектированию и изготовлению малогабаритных полупроводниковых цифровых управляющих машин.
С 1962 по 1977 г. проректор по научной работе Ленинградского института точной механики и оптики (ЛИТМО). Также заведующий кафедрой счетно-решающих приборов и устройств (позже — кафедра вычислительной техники) (1962—1986).
В 1953 г. защитил кандидатскую, в 1969 г. — докторскую диссертацию. В 1965 г. присвоено звание профессора.
Лауреат Государственной премии СССР (1969, в составе коллектива) — за разработку малогабаритной электронной управляющей машины и управляющих вычислительных комплексов типа УМ1-HX и внедрение их в первые цифровые управляющие системы в различных отраслях народного хозяйства.
Заслуженный деятель науки и техники РСФСР (1974). Награждён орденом Трудового Красного Знамени.
Умер в конце августа 1986 г.

### Сочинения
- Проектирование и производство модулей и микромодулей [Текст]. — Москва : Машиностроение, 1968. — 168 с. : ил.; 22 см.
- Технология производства вычислительных машин [Текст] : [Учеб. пособие для приборостроит. специальностей вузов]. — Москва ; Ленинград : Машиностроение. [Ленингр. отд-ние], 1965. — 411 с. : ил.; 22 см.
- Структура электронных вычислительных машин [Текст]. — 2-е изд., перераб. и доп. — Ленинград : Машиностроение. Ленингр. отд-ние, 1979. — 384 с. : ил.; 22 см.
- Структура цифровых вычислительных машин [Текст] / С. А. Майоров, Г. И. Новиков. — Ленинград : Машиностроение, 1970. — 479 с. : ил.; 22 см.
- Принципы организации цифровых машин [Текст] / С. А. Майоров, Г. И. Новиков. — Ленинград : Машиностроение. Ленингр. отд-ние, 1974. — 431 с. : черт.; 22 см.
- Малогабаритные вычислительные машины [Текст] : Проектирование цифровых управляющих систем / С. А. Майоров, Г. И. Новиков. — Ленинград : Машиностроение. [Ленингр. отд-ние], 1967. — 236 с. : ил.; 22 см.
- Технология производства вычислительных машин [Текст] : [Учеб. пособие для вузов по специальности «Электронные вычислит. машины»] / С. А. Майоров, А. М. Скворцов. — Москва : Высш. школа, 1973. — 374 с. : ил.; 22 см.
- Электронные вычислительные машины : Введ. в спец. [Учеб. пособие для спец. «Электрон. вычисл. машины»] / С. А. Майоров, Г. И. Новиков. — М. : Высш. школа, 1982. — 175 с. : ил.; 20 см.
- Введение в микроЭВМ : [Пер. с рус.] / С. А. Майоров, В. В. Кириллов, А. А. Приблуда. — М. : Мир, Б. г. (1990). — 378,[1] с. : ил.; 22 см; ISBN 5-03-001681-3
- Введение в микроЭВМ / С. А. Майоров, В. В. Кириллов, А. А. Приблуда. — Л. : Машиностроение : Ленингр. отд-ние, 1988. — 303,[1] с. : ил.; 24 см; ISBN 5-217-00180-1
- Оптические методы обработки информации : [Для вузов по спец. «Электрон. вычисл. машины»] / А. А. Акаев, С. А. Майоров. — М. : Высш. шк., 1988. — 236,[1] с. : ил.; 21 см.
- Когерентные оптические вычислительные машины [Текст] / А. А. Акаев, С. А. Майоров. — Ленинград : Машиностроение. Ленингр. отд-ние, 1977. — 440 с. : ил.; 22 см.